# Стеатода крупная
Стеатода крупная, или стеато́да большая (лат. Steatoda grossa) — вид пауков рода Steatoda.
Пауки этого вида обитают во многих частях мира, включая Северную Америку, Австралию и Европу. Название «ложная чёрная вдова» указывает, что паук внешне напоминает чёрную вдову и других опасных пауков рода Latrodectus.

## Описание

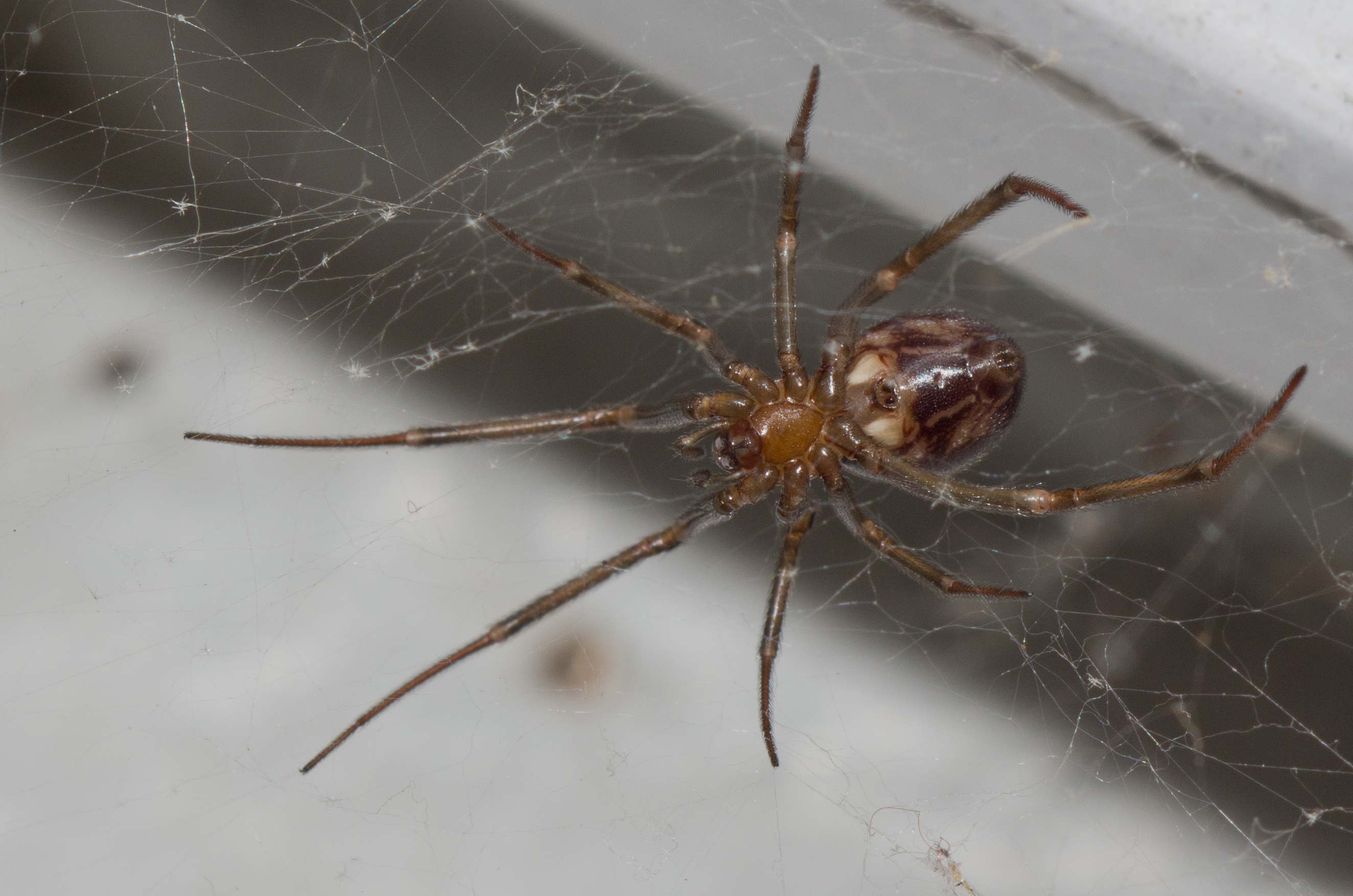
Самка стеатоды крупной (вид снизу)

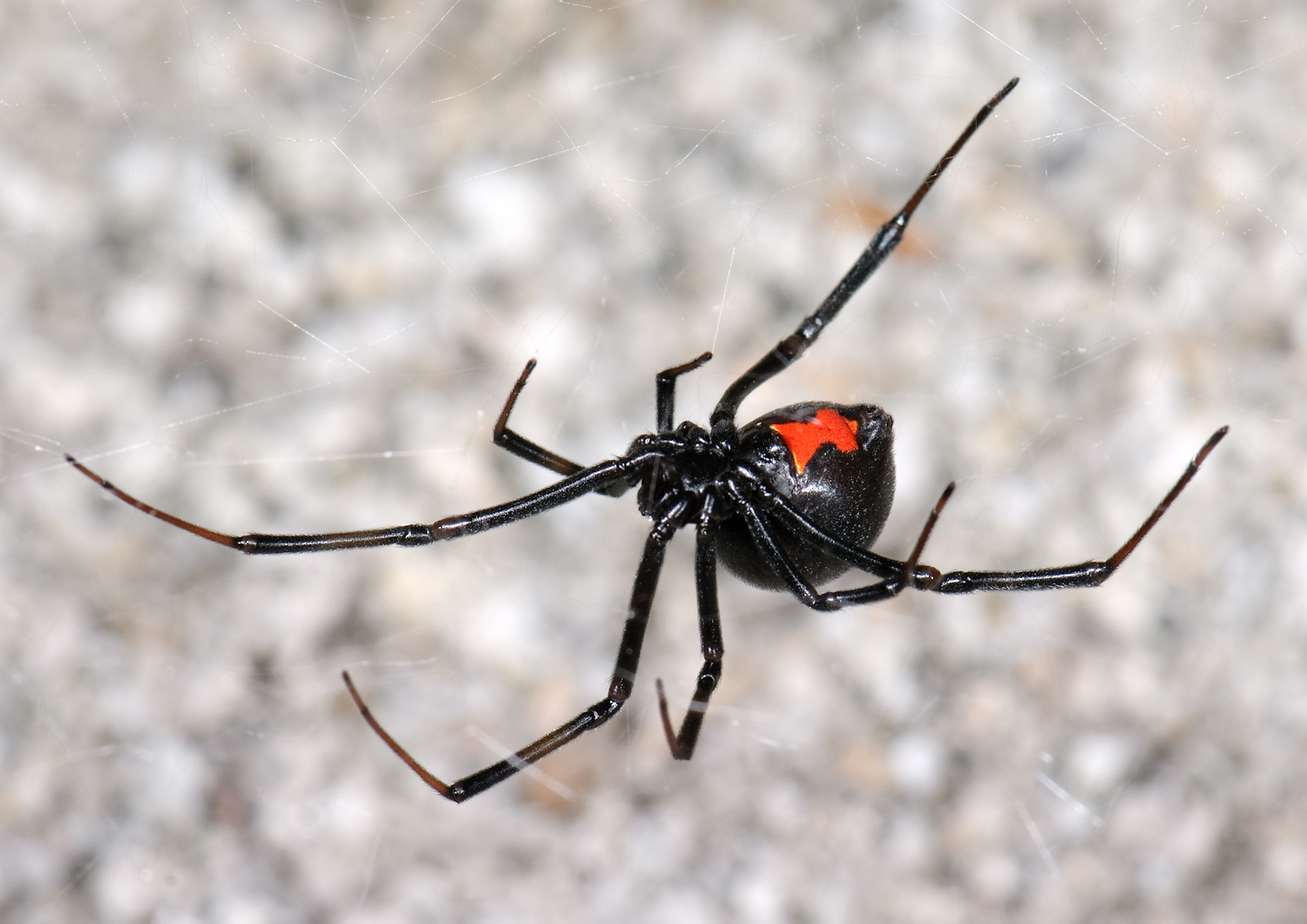
Отметина в виде песочных часов на чёрной вдове. (Самка, вид снизу)

Как чёрные вдовы, самки крупной стеатоды 6—10,5 мм в длину и имеют круглое вздутое брюшко тёмного цвета. Типичная окраска колеблется от пурпурно-коричневого до чёрного, со светло-цветными пятнами. В отличие от чёрных вдов, С. гросса не имеет ярко-красного узора в виде песочных часов или любых других ярких отметин. Как и у многих пауков, самцы меньше самок. Самец длиной 4—6 мм и тоньше, чем самка. Оба пола окрашены одинаково; однако половозрелый самец почти всегда имеет более светлый окрас, более красноватого цвета ноги, чем самки. Эти пауки могут полинять до шести раз до достижения зрелости. Они могут жить несколько месяцев без кормления при условии, что они имеют доступ к воде. Сытая самка может отложить три или больше коконов в год. Каждый кокон обычно содержит 40—100 яиц. При нормальной домашней температуре и влажности паучата вылупляются в течение месяца.
Самки могут жить до шести лет; продолжительность жизни для самцов составляет 1—1,5 года. Самцы часто умирают вскоре после спаривания.

## Среда обитания и круг

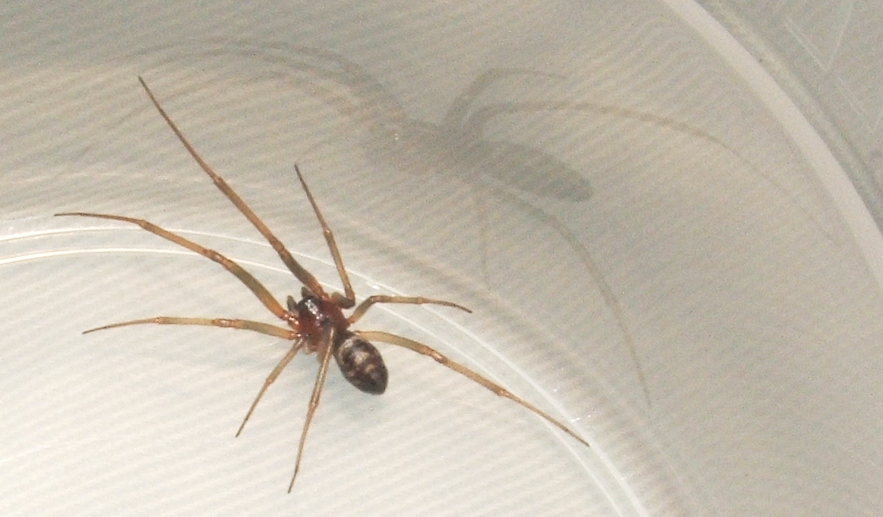
Самец

Так же как и другие пауки-тенётники, стеатоды плетут паутину в виде бесформенного клубка липких шёлковых волокон. Как и другие пауки-тенётники, эти пауки имеют очень плохое зрение и в основном зависят от колебаний своей паутины, чтобы ориентироваться на добычу или обнаружить более крупных животных, которые могли бы ранить или убить их. Они не агрессивны, а большинство травм люди получают из-за оборонительных укусов, если паука прижали или прищемили. Вполне возможно, что некоторые укусы происходят, когда паук путает попадание пальцем в паутину с его обычной добычей, но, как правило, вторжение любого крупного существа заставит этих пауков спасаться бегством.

## Медицинское значение
Укус S. grossa является существенным для людей с медицинской точки зрения, но не имеет каких-либо долгосрочных последствий. Симптомы укусов включают в себя волдыри на месте укуса, мышечные спазмы, боль, лихорадку, потливость и/или общее недомогание в течение нескольких дней.